# Енглеска одбрамбена лига
Енглеска одбрамбена лига (енгл. English Defence League (EDL)) је покрет који организије масовне уличне протесте против исламизма, шеријата и исламског екстремизма у Енглеској. Покрет је у енглеској широј јавности означен као десничарски, док у исто вријеме његова популарност од оснивања 2009. све више расте. ЕДЛ је током 2010. одржао већи број уличних протеста против иламског екстремизма.